# 시모다 마사히로
시모다 마사히로(일본어: 霜田 正浩, 1967년 2월 10일~)는 일본의 축구 선수, 지도자이다.

## 구단 경력
1988년부터 1992년까지 일본 사커 리그의 후지타 공업와 교토 자광 클럽에서 뛰었다. 1993년 요코가와 전기로 이적했다.

## 지도자 경력
2018년부터 2020년까지 레노파 야마구치 FC에서 감독을 맡았다. 2021년 오미야 아르디자의 감독으로 취임하였다. 2023년부터 2024년까지 마쓰모토 야마가 FC에서 감독을 맡았다.